# Isogomphodon oxyrhynchus
Isogomphodon oxyrhynchus és una espècie de peix de la família dels carcarínids i de l'ordre dels carcariniformes.

## Morfologia
Els mascles poden assolir els 160 cm de longitud total.

## Distribució geogràfica
Es troba a l'Illa de Trinitat, Guaiana, Surinam, Guaiana Francesa i el Brasil.